# تشاور على الإنترنت
التشاور على الإنترنت أو الاستشارات الإلكترونية تشير إلى التداول بين الحكومة والمواطنين باستخدام الإنترنت. ويعد هذا الأمر أحد أشكال المداولة على الإنترنت. بالإضافة إلى أن التشاور على الإنترنت يكون باستخدام الإنترنت للاستفسار من مجموعة من الأشخاص عن رأيهم بشأن موضوع معين أو أكثر، مما يسمح بالتداول بين المشاركين. وبوجه عام، تستشير وكالة مجموعة من الأشخاص للحصول على أفكارهم بشأن مسألة عندما يتم تطوير أو تنفيذ مشروع أو سياسة، على سبيل المثال، لتحديد أو الوصول لخيارات أو لتقييم الأنشطة الحالية. مما يمكن الحكومات من صياغة سياسة أكثر تمركزًا على المواطنين.
مع اكتساب الإنترنت لشعبية المواطنين للتعبير عن آرائهم، فإن مشاركتهم في تطوير السياسة خلال الفضاء الإلكتروني تغير وجه الديموقراطية. إن ظهور الإنترنت قد أتاح طريقًا للكلمات الدارجة مثل الديموقراطية الإلكترونية التي تشير إلى مشاركة المواطنين في الحياة السياسية وقضايا الحكومة وتطوير السياسات من خلال التقنيات الإلكترونية والإنترنت، والحكومة الإلكترونية التي تتعلق بتقديم معلومات عن الحكومة وخدماتها على الإنترنت للمواطنين. ويعتبر التشاور على الإنترنت امتدادًا لهذه المفاهيم. ومن خلال المشاركة عبر الإنترنت، يمكن للحكومة عقد حوارات تفاعلية مع المواطنين لأن لديها طريقًا أكثر مباشرة لرأي المواطنين خلال الإنترنت.
وبينما يتم تأطير هذا التعريف في السياق الكندي، إلا أنه يمكن اعتبار دول أخرى مثل المملكة المتحدة والدانمارك واسكتلندا وأستراليا على أنهم رواد هذا المجال. حيث إن هذه الدول والعديد من الدول الأخرى تدمج التشاور والمشاركة على الإنترنت مستخدمة وسائل مختلفة ولمجموعة من الأغراض. كما يستخدم الاتحاد الأوروبي أيضًا التشاور على الإنترنت، الذي يكمل التشاور وجهًا لوجه ويساعد في خلق المزيد من الشفافية للعملية الديموقراطية. كما يتزايد استخدام التشاور على الإنترنت من قبل الأمم المتحدة ووكالاتها المتخصصة. تستضيف منظمة الأغذية والزراعة التشاور على الإنترنت لإتاحة عمليات صياغة أكثر شمولاً للتوجيهات السياسية والتقارير والأوراق الإستراتيجية. يتولى المنتدى العالمي للأمن الغذائي والتغذية (منتدى FSN) مهمة تنفيذ العديد من هذه التشاورات.

## الوسائل
يمكن لأنشطة التشاور والمشاركة على الإنترنت الاستفادة من الوسائل التالية: 
- مواقع الويب ومنتديات الإنترنت وقوائم البريد الإلكتروني، التي لديها القدرة على المساعدة في تطوير السياسات من خلال تقديم المعلومات ذات الصلة للمواطنين وإشراكهم من أجل استخلاص التعليقات على المسائل.
- المدونات ودردشة الإنترنت الفورية التي يمكن في كثير من الأحيان أن تجعل المواطنين في اتصال مباشر مع مسؤولي الحكومة، مثل ممثلهم في البرلمان أو النائب أو شخصية سياسية أخرى ممن يمكنهم تبادل الرأي والمخاوف معهم.

## وصلات خارجية
- Electronic Engagement: A Guide for Public Sector Managers - Guide to electronic and online consultation published by the Australia and New Zealand School of Government.
- E-Government: Governing in the Information Age (PDF)
- Global Forum on Food Security and Nutrition
- Hansard Society
- Index of all UK government consultations
- Index of UK government consultations relevant to small business on the Business Link website
- Index of all EU consultations
- OECD Report: Citizens as Partners (PDF)
- Online Consultation Technologies Centre of Expertise
- Online Consultations and Events - Top Ten Tips for Government and Civic Hosts
- TellParliament